# Mistrzostwa Świata w Kajakarstwie 2002
32. Mistrzostwa świata w kajakarstwie odbyły się w dniach 28 sierpnia-1 września 2002 w Sewilli.
Rozegrano 18 konkurencji męskich i 9 kobiecych. Mężczyźni startowali w kanadyjkach jedynkach (C-1), dwójkach (C-2) i czwórkach (C-4) oraz w kajakach jedynkach (K-1), dwójkach (K-2) i czwórkach (K-4), zaś kobiety w kajakach jedynkach, dwójkach i czwórkach. Liczba i rodzaj konkurencji nie zmieniły się od poprzednich mistrzostw.
Pierwsze miejsce w klasyfikacji medalowej wywalczyli reprezentanci Węgier.
W wyścigu kanadyjek jedynek na dystansie 200 metrów pierwotnie drugie miejsca zajął Dmytro Sablin z Ukrainy, jednak został później zdyskwalifikowany z powodu dopingu.
W wyścigu kajaków czwórek na dystansie 200 metrów przyznano dwa złote medale osadom ze Słowacji i Hiszpanii.

## Medaliści

### Mężczyźni

#### Kanadyjki
| Konkurencja | Złoto                                                                           | Rezultat | Srebro                                                                                | Rezultat | Brąz                                                                                                | Rezultat |
| C-1 200 m   | Maksim Opalew                                                                   | 39,257   | Andrzej Jezierski                                                                     | 39,843   | Christian Gille                                                                                     | 40,823   |
| C-1 500 m   | Maksim Opalew                                                                   | 1:50,596 | György Kolonics                                                                       | 1:51,636 | Andreas Dittmer                                                                                     | 1:51,843 |
| C-1 1000 m  | Andreas Dittmer                                                                 | 3:49,031 | Maksim Opalew                                                                         | 3:49,644 | Stephen Giles                                                                                       | 3:50,737 |
| C-2 200 m   | Kuba · Ledis Balceiro · Ibrahim Rojas                                           | 37,027   | Czechy · Petr Netušil · Petr Fuksa                                                    | 37,100   | Rumunia · Ionel Averian · Mikhail Vartolemei                                                        | 37,240   |
| C-2 500 m   | Kuba · Ledis Balceiro · Ibrahim Rojas                                           | 1:43,467 | Rumunia · Silviu Simioncencu · Florin Popescu                                         | 1:43,960 | Rosja · Aleksandr Kostogłod · Siergiej Ulegin                                                       | 1:44,280 |
| C-2 1000 m  | Polska · Michał Śliwiński · Marcin Kobierski                                    | 3:32,456 | Kuba · Ledis Balceiro · Ibrahim Rojas                                                 | 3:33,676 | Kanada · Michael Scarola · Richard Dalton                                                           | 3:33,969 |
| C-4 200 m   | Rosja · Roman Kruglakow · Siergiej Ulegin · Aleksandr Kostogłod · Maksim Opalew | 33,650   | Czechy · Jan Břečka · Petr Procházka · Karel Kožíšek · Petr Fuksa                     | 33,964   | Rumunia · Ionel Averian · Mitică Pricop · Petre Condrat · Mikhail Vartolemei                        | 34,237   |
| C-4 500 m   | Rumunia · Ionel Averian · Mitică Pricop · Florin Popescu · Mikhail Vartolemei   | 1:34,758 | Rosja · Aleksandr Artiemida · Roman Kruglakow · Andriej Kabanow · Konstantin Fomiczow | 1:35,231 | Polska · Adam Ginter · Michał Śliwiński · Marcin Grzybowski · Daniel Jędraszko                      | 1:35,338 |
| C-4 1000 m  | Polska · Adam Ginter · Michał Gajownik · Roman Rynkiewicz · Andrzej Jezierski   | 3:17,794 | Kanada · Maxim Boilard · Tamas Buday Jr. · Attila Buday · Dimitri Joukovski           | 3:18,127 | Białoruś · Alaksandr Kurliandczyk · Alaksandr Bahdanowicz · Siamion Sapanienka · Alaksandr Żukouski | 3:18,421 |

#### Kajaki
| Konkurencja | Złoto | Rezultat | Srebro                                                                                     | Rezultat | Brąz                                                                      | Rezultat |
| K-1 200 m   | Ronald Rauhe | 35,134   | Anton Riachow                                                                              | 35,414   | Romas Petrukanecas                                                        | 35,660   |
| K-1 500 m   | Nathan Baggaley | 1:39,901 | Petyr Merkow                                                                               | 1:40,207 | Anton Riachow                                                             | 1:40,560 |
| K-1 1000 m  | Eirik Verås Larsen | 3:27,586 | Javier Correa                                                                              | 3:28,273 | Adam Seroczyński                                                          | 3:28,400 |
| K-2 200 m   | Litwa · Egidijus Balčiūnas · Alvydas Duonėla | 32,401   | Polska · Marek Twardowski · Adam Wysocki                                                   | 32,554   | Niemcy · Tim Wieskötter · Ronald Rauhe                                    | 32,781   |
| K-2 500 m   | Niemcy · Tim Wieskötter · Ronald Rauhe | 1:31,915 | Polska · Marek Twardowski · Adam Wysocki                                                   | 1:32,468 | Węgry · Botond Storcz · Zoltán Kammerer                                   | 1:32,795 |
| K-2 1000 m  | Szwecja · Markus Oscarsson · Henrik Nilsson | 3:12,625 | Norwegia · Nils Olav Fjeldheim · Eirik Verås Larsen                                        | 3:13,691 | Węgry · Krisztián Veréb · Ákos Vereckei                                   | 3:14,438 |
| K-4 200 m   | Słowacja · Rastislav Kužel · Ladislav Belovič · Juraj Lipták · Martin Chorváth · Hiszpania · Jaime Acuña · Aike González · Oier Aizpurua · Manuel Muñoz | 30,154   | –                                                                                          | –        | Węgry · Róbert Hegedűs · Gábor Horváth · István Beé · Vince Fehérvári     | 30,374   |
| K-4 500 m   | Słowacja · Richard Riszdorfer · Michal Riszdorfer · Erik Vlček · Juraj Bača                                                                             | 1:22,892 | Białoruś · Alaksiej Skurkowski · Alaksiej Abałmasau · Wadzim Machnieu · Raman Piatruszenka | 1:23,219 | Hiszpania · Jaime Acuña · Aike González · Oier Aizpurua · Manuel Muñoz    | 1:23,659 |
| K-4 1000 m  | Słowacja · Richard Riszdorfer · Michal Riszdorfer · Erik Vlček · Juraj Bača                                                                             | 2:52,837 | Niemcy · Björn Bach · Stefan Ulm · Andreas Ihle · Mark Zabel                               | 2:52,910 | Bułgaria · Miłko Kazanow · Iwan Christow · Jordan Jordanow · Petyr Merkow | 2:53,990 |

### Kobiety

#### Kajaki
| Konkurencja | Złoto                                                                            | Rezultat | Srebro                                                                             | Rezultat | Brąz                                                                               | Rezultat |
| K-1 200 m   | Teresa Portela                                                                   | 40,693   | Caroline Brunet                                                                    | 41,426   | Elżbieta Urbańczyk                                                                 | 41,713   |
| K-1 500 m   | Katalin Kovács                                                                   | 1:52,116 | Caroline Brunet                                                                    | 1:52,483 | Josefa Idem                                                                        | 1:53,069 |
| K-1 1000 m  | Katalin Kovács                                                                   | 3:53,340 | Katrin Wagner                                                                      | 3:53,920 | Josefa Idem                                                                        | 3:54,770 |
| K-2 200 m   | Hiszpania · Beatriz Manchón · Sonia Molanes                                      | 37,670   | Polska · Joanna Skowroń · Aneta Pastuszka                                          | 37,830   | Bułgaria · Delana Daczewa · Bonka Pindżewa                                         | 37,897   |
| K-2 500 m   | Węgry · Kinga Bóta · Szilvia Szabó                                               | 1:43,607 | Niemcy · Manuela Mucke · Katrin Wagner                                             | 1:44,693 | Hiszpania · Beatriz Manchón · Sonia Molanes                                        | 1:45,253 |
| K-2 1000 m  | Węgry · Kinga Bóta · Szilvia Szabó                                               | 3:37,259 | Niemcy · Manuela Mucke · Nadine Opgen-Rhein                                        | 3:38,572 | Izrael · Łarysa Pejsachowicz · Adi Gafni                                           | 3:42,165 |
| K-4 200 m   | Węgry · Szilvia Szabó · Kinga Bóta · Natasa Janics · Tímea Paksy                 | 34,480   | Hiszpania · Sonia Molanes · Beatriz Manchón · María Isabel García · Teresa Portela | 34,647   | Niemcy · Anett Schuck · Manuela Mucke · Maike Nollen · Katrin Wagner               | 35,854   |
| K-4 500 m   | Węgry · Szilvia Szabó · Kinga Bóta · Erzsébet Viski · Katalin Kovács             | 1:35,724 | Niemcy · Anett Schuck · Manuela Mucke · Maike Nollen · Katrin Wagner               | 1:37,171 | Hiszpania · Sonia Molanes · Beatriz Manchón · María Isabel García · Teresa Portela | 1:37,331 |
| K-4 1000 m  | Polska · Joanna Skowroń · Karolina Sadalska · Aneta Białkowska · Aneta Pastuszka | 3:17,007 | Chiny · Fan Lina · Gao Yi · Xu Linbei · Zhong Hongyan                              | 3:17,194 | Węgry · Katalin Móni · Alexandra Keresztesi · Erzsébet Viski · Tímea Paksy         | 3:18,487 |

## Klasyfikacja medalowa
| Miejsce | Państwo    | Złoto | Srebro | Brąz | Razem |
| ------- | ---------- | ----- | ------ | ---- | ----- |
| 1       | Węgry      | 6     | 1      | 4    | 11    |
| 2       | Niemcy     | 3     | 5      | 4    | 12    |
| 3       | Polska     | 3     | 4      | 3    | 10    |
| 4       | Rosja      | 3     | 2      | 1    | 6     |
| 5       | Hiszpania  | 3     | 1      | 3    | 7     |
| 6       | Słowacja   | 3     | 0      | 0    | 3     |
| 7       | Kuba       | 2     | 1      | 0    | 3     |
| 8       | Rumunia    | 1     | 1      | 2    | 4     |
| 9       | Norwegia   | 1     | 1      | 0    | 2     |
| 10      | Litwa      | 1     | 0      | 1    | 2     |
| 11      | Australia  | 1     | 0      | 0    | 1     |
| 11      | Szwecja    | 1     | 0      | 0    | 1     |
| 13      | Kanada     | 0     | 3      | 2    | 5     |
| 14      | Czechy     | 0     | 2      | 0    | 2     |
| 15      | Bułgaria   | 0     | 1      | 2    | 3     |
| 16      | Białoruś   | 0     | 1      | 1    | 2     |
| 16      | Uzbekistan | 0     | 1      | 1    | 2     |
| 18      | Argentyna  | 0     | 1      | 0    | 1     |
| 18      | Chiny      | 0     | 1      | 0    | 1     |
| 20      | Włochy     | 0     | 0      | 2    | 2     |
| 21      | Izrael     | 0     | 0      | 1    | 1     |
|         | Razem      | 28    | 26     | 27   | 82    |